# Estação Quai de la Rapée
Quai de la Rapée é uma estação da linha 5 do Metrô de Paris, localizada no 12.º arrondissement de Paris.

## Localização
A estação se situa no exterior entre a pont Morland e a voie Georges Pompidou, ao noroeste do quai de la Rapée, acima do canal Saint-Martin onde ela tem vista para um dos bloqueios levando para o rio Sena por um viaduto metálico em treliça, a pont-métro Morland.
Na direção de Place d'Italie, o metrô se junta à Gare d'Austerlitz atravessando o rio Sena pelo Viaduc d'Austerlitz.
Antes de embarcar nesta viaduto na direção da estação de metrô Gare d'Austerlitz, através da estação de trem de mesmo nome, o caminho passa para a direita em torno do Instituto Médico Legal (necrotério) de Paris, em um viaduto helicoidal chamado Viaduc du quai de la Rapée.

## História
A estação foi aberta em 1906.
Em 13 de julho de 1906, a linha 5 vindo da Place d'Italie atravessava o rio Sena pelo Viaduc d'Austerlitz para a estação, que se tornou temporariamente seu terminal. A partir de 1 de agosto, a fim de facilitar as correspondências, os metrôs voltavam para trás para a estação Gare de Lyon utilizando uma via de serviço que ainda existe. Esta operação durou até 17 de dezembro de 1906, data em que a linha foi estendida até a estação Lancry (tornada Jacques Bonsergent em 1946).
Em 2011, 1 201 924 passageiros entraram nesta estação. Ela viu entrar 986 508 passageiros em 2013, o que coloca na 290ª posição das estações de metro para a sua presença no 302.

### Denominação da estação
Esta estação foi chamada originalmente Mazas, antiga prisão parisiense com o nome de Jacques François Marc Mazas (1765-1805), que foi coronel e morreu na batalha de Austerlitz.
Mais tarde, ela levou o nome de Pont d'Austerlitz em 15 de outubro de 1907, e finalmente, seu nome atual em 1 de junho de 1916, em memória do comissário das Guerras do rei Luís XV, Monsieur de la Rapée, que possuía uma propriedade que deu seu nome ao bairro.

## Serviços aos Passageiros

### Acesso
A estação tem um único acesso que leva para a place Mazas.

### Intermodalidade
A estação é servida a uma pequena distância pelas linhas 24, 57, 61, 63 e 91 da rede de ônibus RATP e, à noite, pelas linhas N01, N02 e N31 da rede Noctilien.

## Pontos turísticos
Depois da estação, que é exterior, se vê e se acede ao rio Sena.
Desde o fechamento em 1939 da estação muito próxima Arsenal, a estação Quai de la Rapée é também usada no serviço do porto fluvial da bacia do Arsenal.

## Cinema
É nesta estação que executa uma grande parte do enredo do filme La Grosse Caisse (1965), no qual Bourvil desempenha o papel de um pinçador, também autor de um romance policial.

## Galeria de fotografias

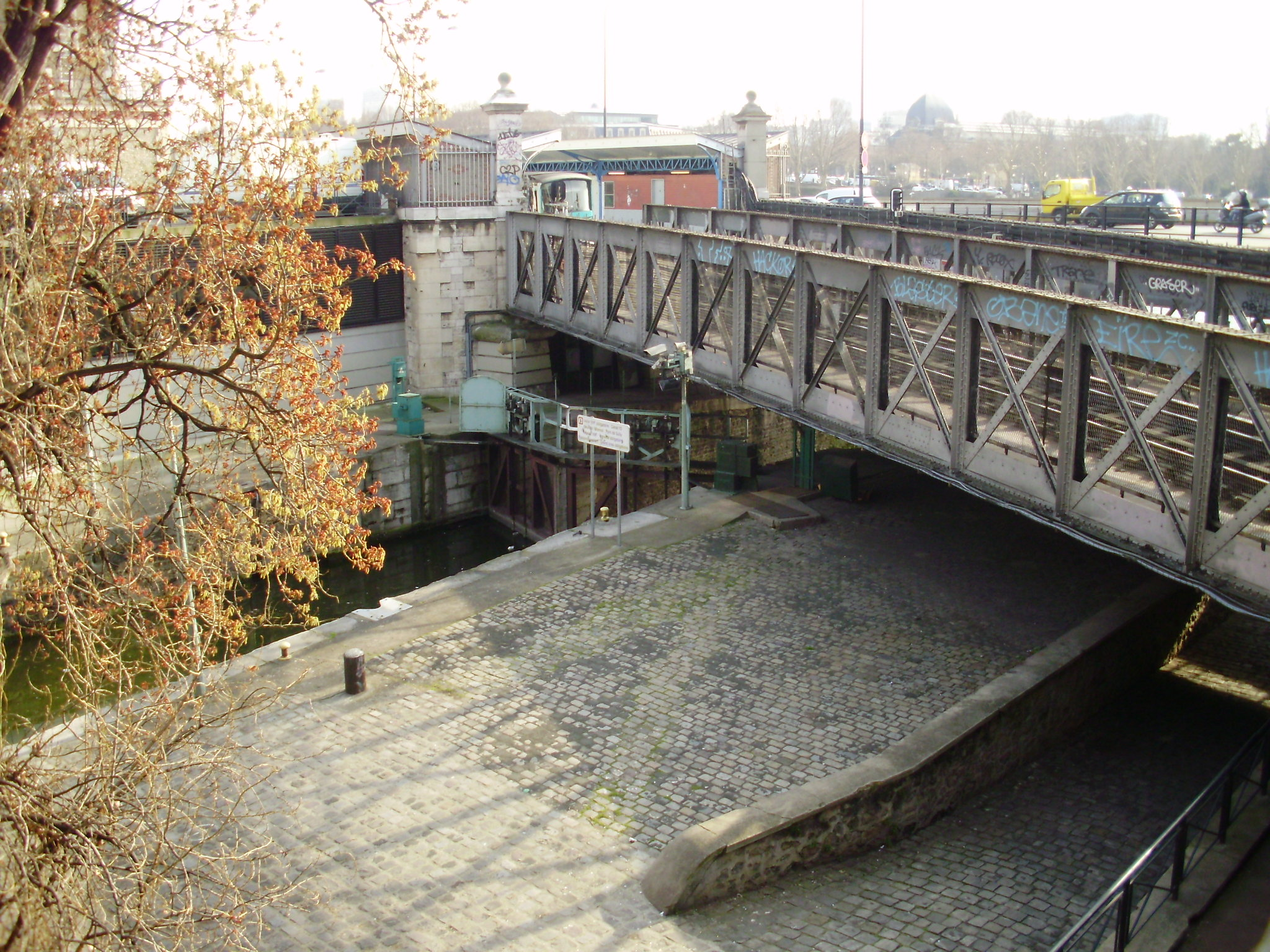
Pont-métro Morland, ao lado do Porto do Arsenal.
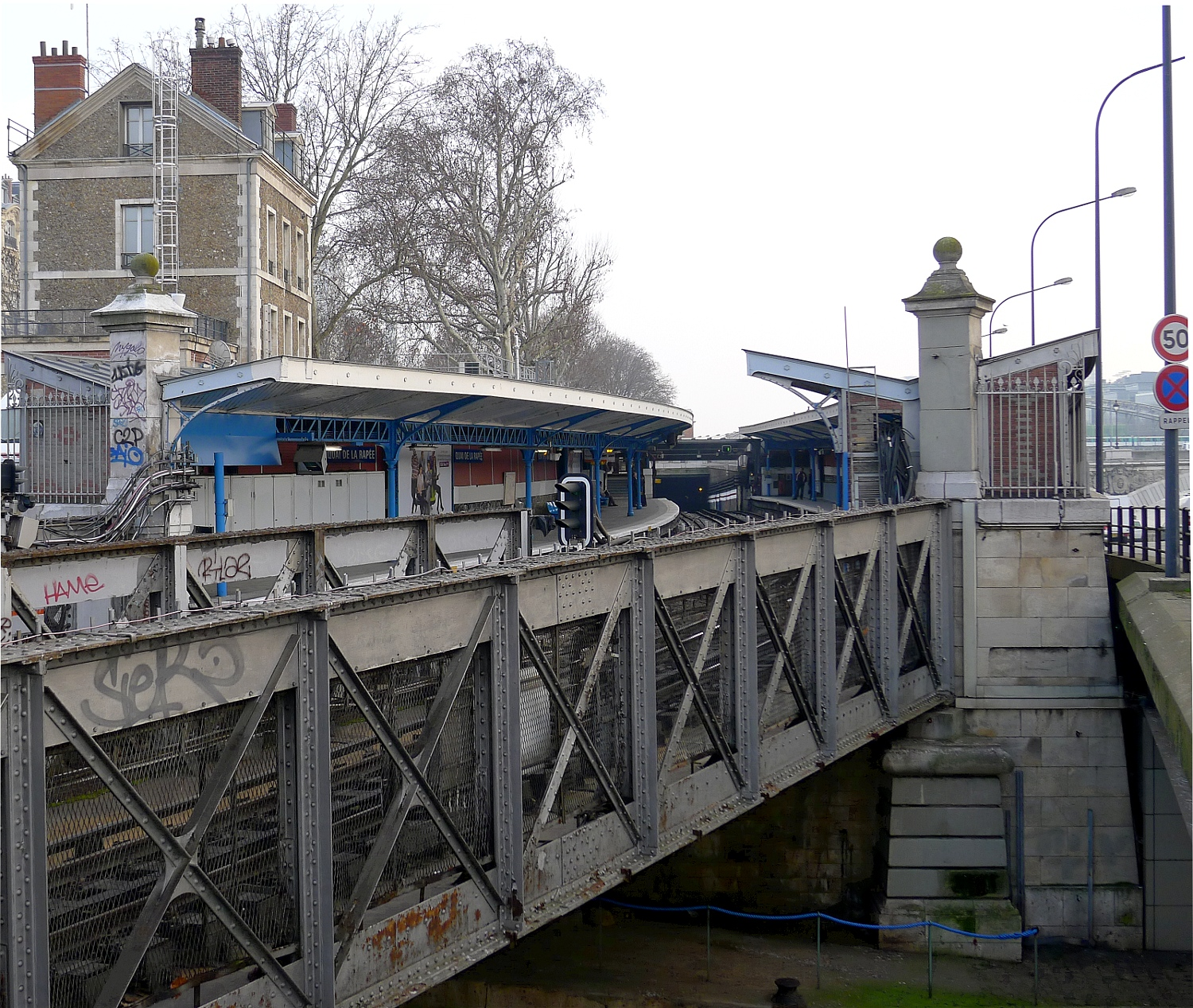
Pont-métro Morland, ao lado do Sena.
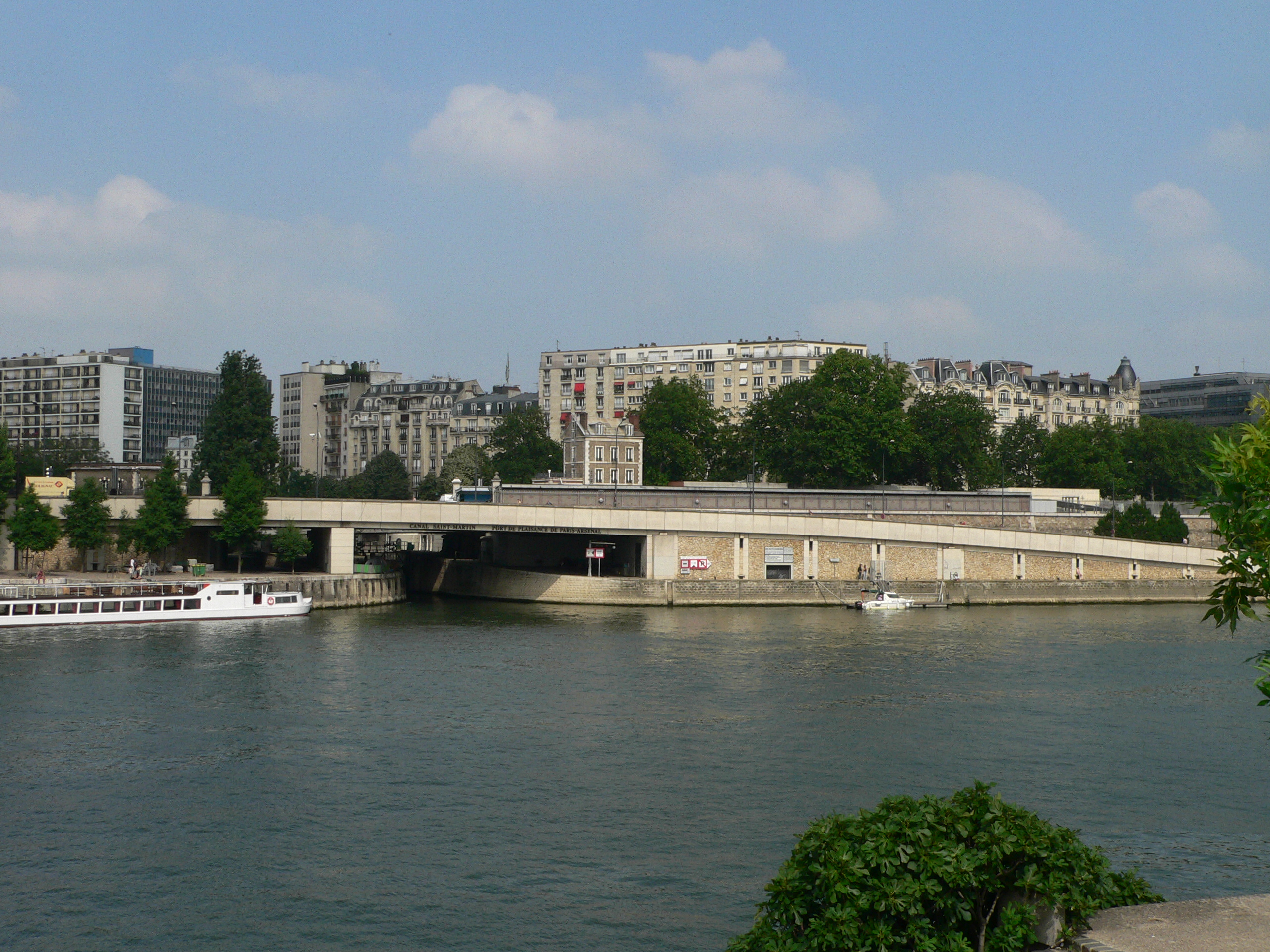
A estação Quai de la Rapée, aqui vista depois da outra margem do Sena, é construída através de entrada do Porto do Arsenal.
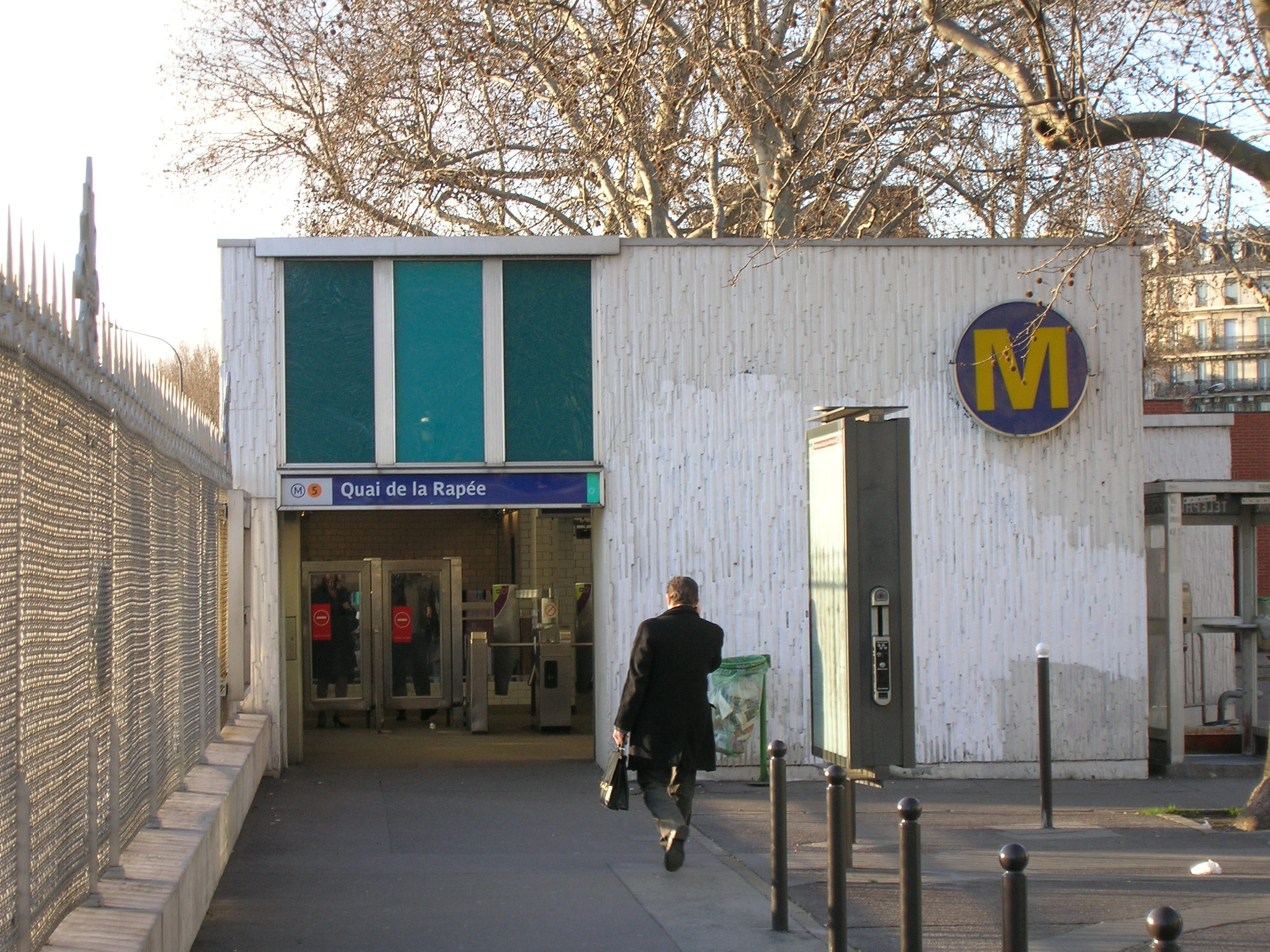
A entrada da estação